# José Pérez
José Pérez (ur. 1898, zm. 5 grudnia 1920) – piłkarz urugwajski, napastnik.
Jako piłkarz klubu CA Peñarol był w kadrze reprezentacji Urugwaju podczas turnieju Copa América 1916 - pierwszych w dziejach mistrzostwach Ameryki Południowej oraz pierwszych w dziejach mistrzostwach kontynentalnych. Urugwaj zdobył tytuł pierwszego mistrza Ameryki Południowej, jednak Pérez nie zagrał w żadnym meczu.
Rok później wziął udział w turnieju Copa América 1917, gdzie Urugwaj drugi raz z rzędu zdobył mistrzostwo Ameryki Południowej. Tym razem Pérez zagrał we wszystkich trzech meczach - z Chile, Argentyną i Brazylią.
Wciąż jako gracz Peñarolu wziął udział w turnieju Copa América 1919, gdzie Urugwaj został wicemistrzem Ameryki Południowej. Pérez wystąpił we wszystkich 4 meczach - z Argentyną, Chile (zdobył bramkę) i w obu decydujących o ostatecznym zwycięstwie pojedynkach z Brazylią.
W następnym roku wziął udział w turnieju Copa América 1920. Urugwaj zdobył mistrzostwo kontynentu, a Pérez zagrał we wszystkich 3 meczach - z Argentyną, Brazylią (zdobył 2 bramki) i Chile (zdobył bramkę). Strzelając w turnieju 3 bramki został wspólnie z Angelem Romano królem strzelców turnieju.
Pérez od 15 sierpnia 1913 do 26 września 1920 rozegrał w reprezentacji Urugwaju 28 meczów i zdobył 6 bramek